# Witness (album de Katy Perry)
Pour les articles homonymes, voir Witness.
Albums de Katy Perry
Prism
(2013) Smile
(2020)
Singles
1. Chained to the Rhythm
Sortie : 10 février 2017
2. Bon Appétit
Sortie : 28 avril 2017
3. Swish Swish
Sortie : 19 mai 2017
4. Hey Hey Hey
Sortie : 12 janvier 2018

Witness est le cinquième album studio de la chanteuse pop américaine Katy Perry. Il est sorti 9 juin 2017 chez Capitol Records.
Porté par les singles Chained to the Rhythm, Bon Appétit, Swish Swish et Hey Hey Hey, l'album s'est écoulé à près de 900 000 exemplaires dans le monde.

## Production
À la suite de la sortie de son quatrième album Prism en 2013 et de la fin du Prismatic World Tour en octobre 2015, Katy Perry a déclaré au New York Times en février 2016 qu'elle était dans une « phase de recherche et de développement » pour un nouvel album. 
Elle a décidé de faire une pause après la fin de la tournée et a déclaré « faire une pause pour sa santé mentale » avant de commencer à écrire de nouvelles chansons.
Katy Perry s'est sentie « revigorée » après coup, et travaillait sur 40 chansons « en cours » avant la fin de l'année. En août, la chanteuse a déclaré qu'elle aspirait à créer un matériel "avec lequel on a une connexion, auquel on peut s'identifier et qui inspire" et a déclaré à Ryan Seacrest qu'elle « ne se précipitait » pas pour son cinquième album, ajoutant : « Je prends juste beaucoup de plaisir, mais je fais des tests et j'essaie de voir différents producteurs, différents collaborateurs et styles différents ». En février 2017, Katy Perry a déclaré que l'album était « vraiment une nouvelle ère pour moi » et « une ère de pop plus réfléchie » dont elle était fière. Plus tard ce mois-là, elle a dit à Capital FM que « J'ai quelque chose sous le coude, mais je pense que je veux sortir quelques chansons avant de servir l'intégralité sur un plateau ». Le mois de mai suivant, Katy Perry a révélé à Entertainment Weekly que l'album comprendra 15 des 40 morceaux qu'elle a écrits pour elle, et décrit le disque comme « amusant, dance et sombre et léger ».

## Pochette
Concernant la pochette de l'album, la star a déclaré : « La musique m'a permis de voyager, ce qui a rééduqué mon esprit et modifié mon point de vue sur tellement de choses, alors mon éducation et ma conscience proviennent de ma voix et c'est comme ça que je vois, Et c'est comme ça que je vous perçois et c'est comme ça que vous me percevez ; d'où l’œil dans la bouche ». Sur la pochette, on peut observer Katy Perry qui cache ses yeux avec ses mains, elle a les cheveux blonds, courts et sa bouche est ouverte avec un œil dedans. Cette pochette à un lien direct avec le titre de l'album : Witness (Témoin en français).

## Singles
La première chanson issue de l'album est Chained to the Rhythm, en collaboration avec le rappeur Skip Marley. Le clip est sorti le 21 février 2017, mettant en scène le parc d'attraction 'Oblivia'.
Le second single de l'album est Bon Appetit, en duo avec Migos, sorti le 28 avril 2017. Le clip, qui sort le 12 mai, est décrit par la star comme une « libération sexuelle ».
La 3e chanson promotionnelle issue de Witness est Swish Swish, avec la participation de Nicki Minaj, sortie le 19 mai. Cette chanson est, d'après la chanteuse, une réponse au conflit qui existe entre elle et Taylor Swift. Elle fut produite par Duke Dumont. Le clip est sorti le 24 août.
Un clip vidéo, que Katy Perry qualifie comme un cadeau pour ses fans, Hey Hey Hey est mis en ligne le 20 décembre 2017.

## Promotion
En février 2017, Spotify ont annoncé qu'ils organiseraient une campagne pour promouvoir l'album jusqu'à sa sortie l'été suivant. Trois mois plus tard, YouTube a annoncé qu'il diffuserait une émission d'écoute en direct pour l'album intitulé Katy Perry Live Special la veille de sa sortie, où le public est pris "dans son monde" et elle devra "tout briser".
Le 15 mai, Katy Perry a confirmé que l'album serait intitulé Witness et sortirait par l'entremise de Capitol Records le 9 juin 2017.
Elle a également annoncé que la tournée de concert pour promouvoir l'album, intitulée Witness: The Tour, se déroulerait en Amérique du Nord de septembre 2017 à février 2018. Les dates européennes furent annoncées le 2 juin.
Katy Perry a interprété Chained to the Rhythm lors des 59e Grammy Awards le 12 février 2017 aux côtés de Skip Marley. Ils l'ont chantée encore plus tard lors des Brit Awards  le 22 février et  lors iHeartRadio Music Awards le 5 mars. Le 20 mai, Katy Perry a effectué Swish Swish et Bon Appétit sur le Saturday Night Live. Le 22 mai, elle est apparue dans le segment Carpool Karaoke sur The Late Late Show avec James Corden. Elle a interprété également les 3 singles, en plus d'autres tubes lors du festival BBC Radio Big Festival. Elle a participé également à la demi-finale du télé-crochet The Voice en tant qu'invitée spéciale. Katy Perry se produira également en compagnie d'Ariana Grande pour un concert hommage au victime de l'attentat du 22 mai 2017 à Manchester, le 4 juin.

## Liste des titres
Édition standard
| 1.    | Witness                                       | Katy Perry, Max Martin, Savan Kotecha, Ali Payami                                                           | Martin, Payami                                           | 4:10 |
| 2.    | Hey Hey Hey                                   | Katy Perry, Martin, Sia Furler, Payami, Sarah Hudson                                                        | Martin Payami                                            | 3:34 |
| 3.    | Roulette                                      | Katy Perry, Martin, Shellback, Payami, Ferras Alqaisi                                                       | Martin, Shellback, Payami                                | 3:18 |
| 4.    | Swish Swish (featuring Nicki Minaj)           | Katy Perry, Duke Dumont, S. Hudson, PJ "Promnite" Sledge, Onika Maraj, Brittany Hazzard                     | Dumont, Sledge, Noah Passovoy                            | 4:02 |
| 5.    | Déjà Vu                                       | Katy Perry, Hayden James, Alqaisi, Thomas Stell                                                             | James, Passovoy                                          | 3:17 |
| 6.    | Power                                         | Katy Perry, Jack Garratt, William Robinson                                                                  | Garratt, Passovoy                                        | 3:46 |
| 7.    | Mind Maze                                     | Katy Perry, S. Hudson, Corin Roddick, Megan James                                                           | Roddick, Rachael Findlen                                 | 4:08 |
| 8.    | Miss You More                                 | Katy Perry, S. Hudson, Roddick, James                                                                       | Payami, Roddick, Martin, Findlen, Peter Karlsson, Payami | 3:54 |
| 9.    | Chained to the Rhythm (featuring Skip Marley) | Katy Perry, Martin, Sia Furler, Payami, Skip Marley                                                         | Martin, Payami                                           | 3:57 |
| 10.   | Tsunami                                       | Katy Perry, Michael Williams, Marcus Bell, S. Hudson, Mia Moretti                                           | Mike Will Made It, Scooly, Passovoy                      | 3:23 |
| 11.   | Bon Appétit (featuring Migos)                 | Katy Perry, Martin, Shellback, Oscar Holter, Ferras Alqaisi, Quavious Marshall, Kiari Cephus, Kirshnik Ball | Martin, Shellback, Holter                                | 3:47 |
| 12.   | Bigger Than Me                                | Katy Perry, S. Hudson, Roddick, James                                                                       | Holter, Roddick, Findlen                                 | 4:00 |
| 13.   | Save As Draft                                 | Katy Perry, Noonie Bao, Dijon McFarlane, Nicholas Audino, Lewis Hughes, Elof Loelv                          | Loelv, Martin                                            | 3:48 |
| 14.   | Pendulum                                      | Katy Perry, Jeff Bhasker, S. Hudson                                                                         | Bhasker, Illangelo, Passovoy                             | 4:00 |
| 15.   | Into Me You See                               | Katy Perry, Joe Goddard, Alexis Taylor, Alqaisi                                                             | Dustin O'Halloran                                        | 4:24 |
| 57:28 |                                               | |                                                          |      |

Titres bonus édition Deluxe
| 16.   | Dance with the Devil | Katy Perry, Felix Snow, S. Hudson                    | Snow                  | 3:49 |
| 17.   | Act My Age           | Katy Perry, Tinashé Fazakerley, Mark Crew, S. Hudson | Ilya, Rationale, Crew | 3:42 |
| 64:59 |                      |                                                      |                       |      |

## Classements hebdomadaires
| Classement (2017)                  | Meilleure position |
| ---------------------------------- | ------------------ |
| Allemagne (Media Control AG)       | 10                 |
| Australie (ARIA)                   | 2                  |
| Autriche (Ö3 Austria Top 40)       | 6                  |
| Belgique (Flandre Ultratop)        | 8                  |
| Belgique (Wallonie Ultratop)       | 4                  |
| Canada (Canadian Albums)           | 1                  |
| Danemark (Tracklisten)             | 15                 |
| Écosse (OCC)                       | 7                  |
| Espagne (Promusicae)               | 1                  |
| États-Unis (Billboard 200)         | 1                  |
| Finlande (Suomen virallinen lista) | 3                  |
| France (SNEP)                      | 4                  |
| Irlande (IRMA)                     | 5                  |
| Italie (FIMI)                      | 6                  |
| Norvège (VG-lista)                 | 5                  |
| Nouvelle-Zélande (RIANZ)           | 2                  |
| Pays-Bas (Mega Album Top 100)      | 8                  |
| Portugal (AFP)                     | 12                 |
| Royaume-Uni (UK Albums Chart)      | 6                  |
| Suède (Sverigetopplistan)          | 7                  |
| Suisse (Schweizer Hitparade)       | 7                  |

## Certifications
| Pays              | Certification | Unités certifiées |
| ----------------- | ------------- | ----------------- |
| États-Unis (RIAA) | Or            | 500 000           |
| France (SNEP)     | Or            | 50 000            |